# Asarum himalaicum
Asarum himalaicum là một loài thực vật có hoa trong họ Aristolochiaceae. Loài này được Hook.f. & Thomson ex Klotzsch mô tả khoa học đầu tiên năm 1859.